# تیم ویلسون (سیاستمدار استرالیایی)
تیم ویلسون (انگلیسی: Tim Wilson؛ زادهٔ ۱۲ مارس ۱۹۸۰) سیاست‌مدار پیشین اهل استرالیا و عضو حزب لیبرال استرالیا که از سال ۲۰۱۶ تا ۲۰۲۲ به عنوان عضو فدرال گلدستین در مجلس نمایندگان استرالیا خدمت نمود.

## ابتدای زندگی
وی در روز ۱۲ مارس ۱۹۸۰ در پراهران، ویکتوریا به دنیا آمد. پدربزرگ مادری وی که از بازماندگان نسل‌کشی ارمنی‌ها بود از ارمنستان به استرالیا مهاجرت نمود.

## نگارخانه

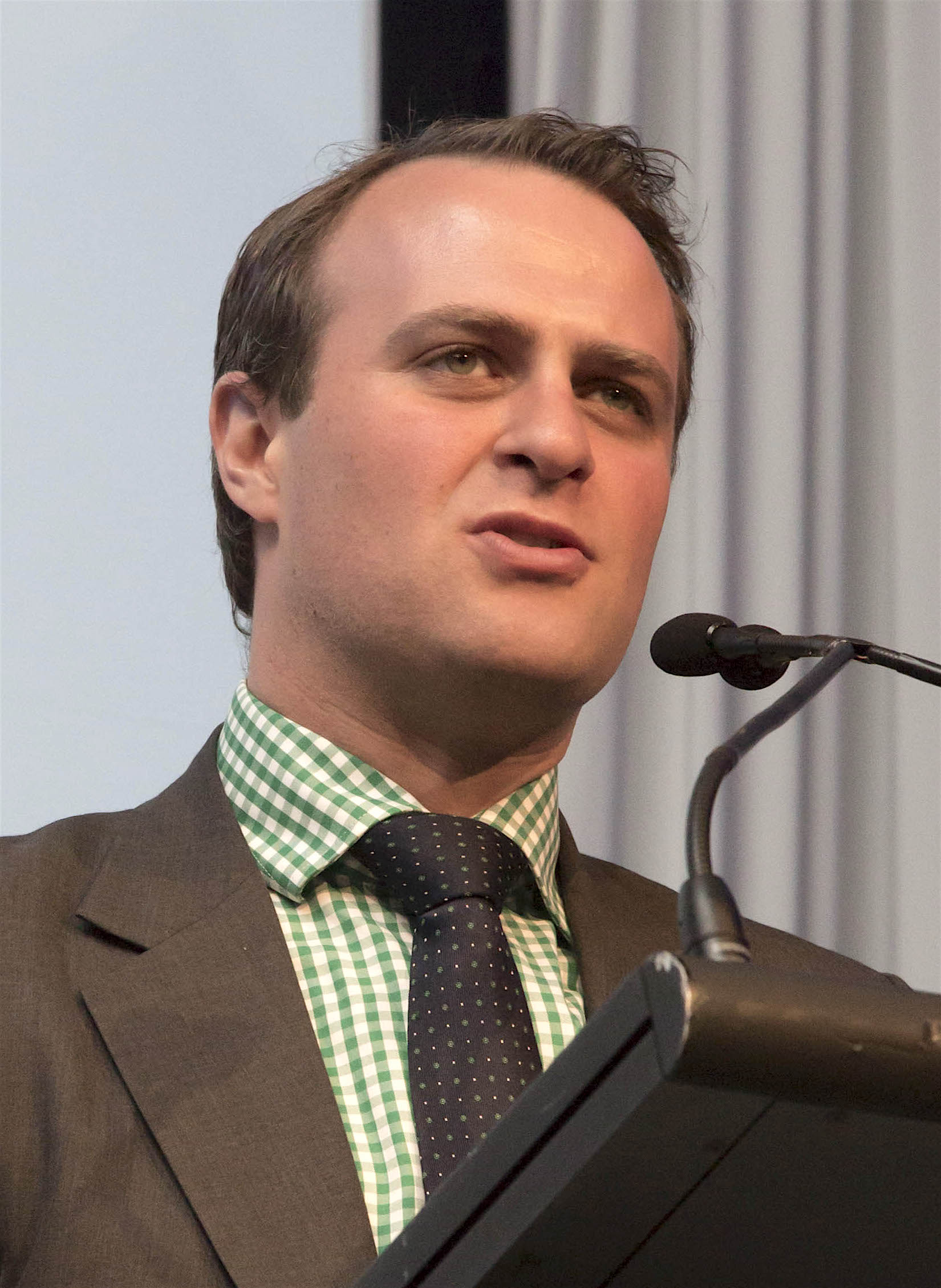